# Coupe de France 1973/74
Der Wettbewerb um die Coupe de France in der Saison 1973/74 war die 57. Ausspielung des französischen Fußballpokals für Männermannschaften. In diesem Jahr meldeten 1.720 Vereine.
Titelverteidiger war Olympique Lyon, der in diesem Jahr im Viertelfinale ausschied. Gewinner der Trophäe wurde die Association Sportive de Saint-Étienne. Dies war ihr vierter Pokalsieg (zuletzt: 1970) bei der fünften Finalteilnahme. Da die ASSE in dieser Saison auch die Meisterschaft gewann, errang sie zusätzlich den Doublé – diesen auch bereits zum dritten Mal binnen sechs Jahren. Endspielgegner Association Sportive de Monaco bestritt sein drittes Finale um die Coupe de France; bei den ersten beiden Malen (1960 und 1963) hatten die Monegassen das Stadion mit dem Pokal im Gepäck verlassen können.
Der Modus mit Hin- und Rückspielen war für unterklassige Teams nicht von Vorteil. Als letzter im Wettbewerb verbliebener Zweitdivisionär schied Paris Saint-Germain im Viertelfinale aus. Bereits im Sechzehntelfinale Endstation war für die besten Amateurmannschaften Olympique Alès, US Baume-les-Dames und FC Tours aus der dritten sowie Aviron Bayonne aus der vierten Liga.
Nach den auf regionaler Ebene vom Landesverband FFF organisierten Qualifikationsrunden griffen ab der Runde der letzten 64 Mannschaften auch die 20 Erstligisten in den Wettbewerb ein. Die Spielpaarungen wurden für jede Runde frei ausgelost; im Zweiunddreißigstelfinale gab es nur ein Aufeinandertreffen auf neutralem Platz, ebenso im Halbfinale. Endete eine Begegnung nach Verlängerung unentschieden, wurde ein Wiederholungsspiel ausgetragen; stand es an dessen Ende nach Verlängerung immer noch remis, entschied ein Elfmeterschießen über den Sieger. Vom Sechzehntel- bis zum Viertelfinale hingegen kam es zu Hin- und Rückspielen. Gab es dann einen Gleichstand der erzielten Treffer – wobei Auswärtstore nicht doppelt zählten –, wurde das Rückspiel verlängert; ggf. musste anschließend die Entscheidung durch Strafstoßschießen herbeigeführt werden.

## Zweiunddreißigstelfinale
Spiele am 3., Wiederholungsmatches am 7. und 10. Februar 1974. Die Vereine der beiden professionellen Ligen sind mit D1 bzw. D2 bezeichnet, diejenigen der landesweiten Amateurspielklasse mit D3, die höchsten regionalen Amateurligen als DH, DHR bzw. PH („Division d’Honneur“, „Division d’Honneur Régionale“ bzw. „Promotion d’Honneur“).
| - Troyes Aube Football D1 – US Nœux-les-Mines D3 1:0 - FC Lorient D2 – AC Évreux D3 1:0 - Olympique Lyon D1 – FC Châlon D3 4:1 - FC Metz D1 – Amicale Lucé D3 2:0 - AS Monaco D1 – Montpellier Littoral FC D3 4:0 - AS Strasbourg D3 – AS Nancy D1 0:3 - US Valenciennes D2 – AC Chaumont D2 1:0 - OSC Lille D2 – US Aulnoye D3 2:0 - FC Tours D3 – ES La Rochelle D2 3:2 n. V. - FC Nantes D1 – Stade Rennes D1 3:1 - Olympique Nîmes D1 – Stade Brest D2 1:0 - Paris Saint-Germain D2 – US Dunkerque D2 1:0 - Stade Reims D1 – Red Star OA D2 2:1 n. V. - FC Rouen D2 – SC Amiens D3 3:2 n. V. - AS Saint-Étienne D1 – FC Gueugnon D2 3:1 - FC Sochaux D1 – FCS Koenigshoffen 06 D3 4:3 | - RC Strasbourg D1 – EDS Montluçon D2 2:1 - US Toulouse D2 – Paris FC D1 2:1 - Olympique Alès D3 – US Tavaux-Damparis D3 4:2 - SEC Bastia D1 – Sporting Toulon D2 3:0 - US Baume-les-Dames D3 – AS Yerres PH 3:1 - Olympique Avignon D2 – CO Le Puy DH 4:0 - RC Lens D1 – CS Sedan D1 2:1 - AS Béziers D2 – Olympique Marseille D1 1:0 n. V. - SCO Angers D1 – FC Garges-les-Gonesse PH 6:1 - Aviron Bayonne DH – CO Cerizay DH 2:0 - US Grand Boulogne D2 – USM Malakoff D3 2:0 - AS Cannes D2 – OGC Nizza D1 1:1 n. V., 0:0 n. V. (4:1 i. E.) - AC Ajaccio D2 – AC Arles D2 2:1 n. V. - LB Châteauroux D2 – SA Épinal D3 1:1 n. V., 2:1 n. V. - Stade Laval D2 – AS Angoulême D2 1:1 n. V., 0:0 n. V. (5:4 i. E.) - Girondins Bordeaux D1 – Stade Quimper D3 1:0 n. V. |

## Sechzehntelfinale
Hinspiele zwischen 2. und 10., Rückspiele zwischen 8. und 24. März 1974
| - Troyes Aube Football D1 – Olympique Lyon D1 2:2, 0:2 n. V. - FC Lorient D2 – SEC Bastia D1 0:0, 2:3 n. V. - AS Nancy D1 – Paris Saint-Germain D2 1:2, 2:2 - US Valenciennes D2 – Stade Reims D1 2:2, 1:4 - OSC Lille D2 – FC Sochaux D1 0:0, 0:2 - FC Tours D3 – FC Metz D1 1:1, 1:2 - FC Nantes D1 – Olympique Nîmes D1 1:0, 0:0 - FC Rouen D2 – RC Lens D1 1:0, 0:0 | - US Toulouse D2 – Girondins Bordeaux D1 0:0, 3:0 - Olympique Alès D3 – AS Monaco D1 0:3, 2:3 - US Baume-les-Dames D3 – SCO Angers D1 1:4, 0:1 - Olympique Avignon D2 – Stade Laval D2 0:0, 0:1 - Aviron Bayonne DH – AS Cannes D2 0:0, 0:1 n. V. - US Grand Boulogne D2 – AS Saint-Étienne D1 0:2, 0:2 - AC Ajaccio D2 – AS Béziers D2 2:0, 0:0 - LB Châteauroux D2 – RC Strasbourg D1 0:2, 1:3 |

## Achtelfinale
Hinspiele am 30./31. März, Rückspiele am 3. April 1974
| - SEC Bastia D1 – Stade Laval D2 3:1, 3:1 - FC Metz D1 – Paris Saint-Germain D2 0:2, 1:2 - FC Nantes D1 – RC Strasbourg D1 1:0, 1:0 - FC Rouen D2 – AS Monaco D1 0:3, 1:3 | - US Toulouse D2 – Stade Reims D1 1:4, 0:5 - SCO Angers D1 – AS Saint-Étienne D1 2:0, 0:4 - AS Cannes D2 – Olympique Lyon D1 1:2, 1:5 - AC Ajaccio D2 – FC Sochaux D1 2:3, 1:1 |

## Viertelfinale
Hinspiele am 4., Rückspiele am 7. Mai 1974
| - Paris Saint-Germain D2 – Stade Reims D1 0:5, 2:2 - AS Monaco D1 – SEC Bastia D1 2:0, 1:0 | - AS Saint-Étienne D1 – FC Nantes D1 2:1, 1:1 - Olympique Lyon D1 – FC Sochaux D1 4:2, 0:2 n. V. (3:4 i. E.) |

## Halbfinale
Spiele am 31. Mai 1974
| - AS Monaco D1 – FC Sochaux D1 1:0 | - AS Saint-Étienne D1 – Stade Reims D1 1:0 |

## Finale
Spiel am 8. Juni 1974 im Pariser Prinzenparkstadion vor 45.813 Zuschauern
- AS Saint-Étienne – AS Monaco 2:1 (1:0)

### Mannschaftsaufstellungen
AS Saint-Étienne: Ivan Ćurković – Pierre Repellini, Oswaldo Piazza, Christian Lopez, Gérard Farison – Jean-Michel Larqué, Dominique Bathenay (Alain Merchadier, 58.) – Patrick Revelli, Georges Bereta , Gérard Janvion, Christian Synaeghel
Trainer : Robert Herbin
AS Monaco: Christian Montes – Pierre Mosca, André Guesdon, Yvon Chomet, Georges Polny – Jean Petit, Claude Quittet  – Aimé Rosso, Delio Onnis, Christian Dalger, Aníbal Tarabini
Trainer : Rubén Bravo
Schiedsrichter: Achille Verbecke (Lomme)

### Tore
1:0 Synaeghel (44.)

2:0 Merchadier (61.)

2:1 Onnis (65.)

### Besondere Vorkommnisse
Monacos Torhüter Christian Montes stand zum dritten Mal nach 1968 und 1969 – damals für Girondins Bordeaux – in einem Endspiel um die Coupe de France, und jedes Mal musste er das Stadion als Verlierer verlassen. Saint-Étiennes Robert Herbin dagegen gewann den Pokal bereits zum vierten Mal, wenngleich es seine Premiere als Trainer war.